# Francis Wolff (philosophe)
Pour les articles homonymes, voir Wolff et Francis Wolff.
Francis Wolff, né en 1950 à Ivry-sur-Seine, est un philosophe français. Il est professeur émérite à l'École normale supérieure de la rue d'Ulm, Paris.

## Parcours
Francis Wolff fait ses études au lycée de Saint-Cloud puis au lycée Louis-le-Grand (Paris). En 1971, il entre à l’École normale supérieure (ENS) de la rue d'Ulm et y obtient l'agrégation de philosophie en 1974. À la demande de Louis Althusser, il bénéficie d’une cinquième année d'ENS, pendant laquelle il est chargé de cours d’agrégation. À sa sortie de l’ENS, il enseigne la philosophie à l’école normale d’instituteurs de Laon (1977-1980) ; puis il est élu à l’université de São Paulo (Brésil) de 1980 à 1984 ; il occupe, succédant à Gilles Gaston Granger et à Gérard Lebrun, la dernière « chaire permanente » de l’université française du département de philosophie. Il y enseigne la philosophie ancienne et mène ses recherches sous la direction de Pierre Aubenque.
À son retour, il enseigne comme professeur agrégé aux lycées d’Hénin-Beaumont (1985) puis de Plaisir (1985-87), tout en étant chargé de cours à l’université d’Aix-en-Provence, à celles de Paris-I Panthéon-Sorbonne et de Lille III. Après un rapide passage comme professeur de première supérieure (khâgne) à Versailles (1988-89), il est nommé maître de conférences de philosophie à l’université de Reims Champagne-Ardenne (1989-1992), puis à l’École normale supérieure (1992-1999).
Habilité à diriger des recherches en philosophie en 1998, il est nommé professeur des universités (chaire de philosophie ancienne), à l’université Paris-X Nanterre en 1999, où il dirige le Centre Festugière d’Histoire de la Pensée Ancienne. Revenu en mai 2001 à l’École normale supérieure, pour y exercer les fonctions de directeur adjoint (lettres et sciences humaines), il a été nommé professeur des universités de cette institution, en 2004, au département de philosophie, dont il a exercé la direction pendant trois ans (2004-2007). Il est membre du conseil scientifique du Centre européen de musique.
Il compte parmi les défenseurs de la tauromachie, et plus particulièrement de la corrida sur laquelle il a publié deux ouvrages, un grand nombre d'articles de presse et participé à de nombreuses conférences. Il a aussi collaboré à la rédaction du document qui a permis d'inscrire la corrida à l'inventaire général du patrimoine culturel.

## Philosophie
Spécialiste de philosophie antique, membre du centre Léon-Robin, il a publié des travaux sur la sophistique,,, sur Socrate et le socratisme, sur Platon,, sur l’épicurisme,et surtout sur Aristote. Il a aussi travaillé sur l’histoire de la « dialectique » ancienne ou sur l’histoire de l’axiomatique » ancienne (comparaison Aristote/ Euclide). Concernant Aristote, il a publié sur la physique, l’éthique,, la poétique et surtout sur la Métaphysique,,,,, et la Politique sur laquelle il a écrit un ouvrage d'analyse qui compte comme une introduction critique de référence. Sa méthode de lecture des textes anciens privilégie le repérage des « problèmes », lesquels donnent un sens philosophique général à des textes pourtant indissociables de leur contexte historique ; elle s’appuie sur la notion de « figure de la pensée »,.
Son engagement en faveur du renouvellement de la « philosophie générale » l’a conduit à ériger la simplicité des idées et la force des arguments en une méthode philosophique mise en œuvre dans son séminaire « Positions et arguments » à l'ENS de la rue d'Ulm, devenu depuis 2004 « Les lundis de la philosophie »: les positions philosophiques y sont exposées et discutées pour elles-mêmes, indépendamment de toute exégèse historique, de tout thème préétabli et de toute école constituée. Francis Wolff est alors leur répondant.
Cette position de principe, au-delà de toute fracture entre « philosophie continentale » et « philosophie analytique », se trouve illustrée par son ouvrage Dire le monde, dont les thèses principales sont reprises et complétées dans la plupart de ses travaux ultérieurs (sur l’humanité, sur le mal, le temps, la musique, etc.).

Il distingue trois « langage-mondes » : le nôtre est prédicatif (on y distingue ce dont on parle, des choses, et ce qu’on en dit, des prédicats), et il est enserré entre deux autres, imaginaires, mais nécessaires à fonder le nôtre : celui, immuable, des « choses pures » et associées à des noms, et celui, infiniment mobile, des « événements purs » associés à des verbes. Une ontologie descriptive et immanente permet en effet de distinguer entre des choses (réglées par le principe de contradiction), des événements (réglés par le principe de causalité), et des personnes (définies comme des « choses » qui sont causes d’événements, appelés ainsi des actes). Aux personnes est donc associé un autre type de rapport au monde, irréductible aux trois « langages-mondes », la « parole-monde », lequel implique des déictiques (notamment le « je ») et un concept propre d’action, irréductible à l’essence des choses et à la relation de causalité entre événements. C’est là le fondement de toute éthique, dont la formule première (antérieure à l’impératif catégorique) est l’interrogatif éthique : 

« Est-ce que, en ce moment, je n’agis pas ? »

Cette thèse le mène à défendre un humanisme critique, articulé à une définition néo-aristotélicienne de l’homme, comme « animal doué de logos » (pris au double sens de langage et de rationalité). L’universalité vers laquelle tend ce logos est théorisée comme « troisième pli de la pensée », qu’elle soit théorique ou pratique.
Pourquoi la musique ? se présente à la fois comme un travail autonome et comme le volet esthétique d’un diptyque dont Dire le monde formait le volet logique. Ce livre prolonge aussi l’investigation anthropologique de Notre humanité puisqu’il se demande pourquoi la musique (et, secondairement, les images et les récits) est consubstantielle à l’humanité. Partant de la musique comme « art des sons », l’auteur est conduit à sa définition comme « représentation d’un monde idéal d’événements purs » qui lui permet de reprendre la question des universaux musicaux, celle des effets de la musique sur le corps, de la nature et de la source des émotions musicales et des rapports sémantiques de la musique et du monde. Il retrouve finalement l’ontologie triadique de Dire le monde (choses, événements, personnes) dans le triangle des arts : arts de l’image – représentations de choses sans événements –, arts musicaux – représentations des événements sans  choses, arts du récit – représentations de personnes agissantes.
La méthode dite de « métaphysique descriptive », mise en œuvre dans les diverses éditions de Dire le monde, et qui s’est ensuite appliquée à la classification des différents modes artistiques de représentation dans la dernière partie de Pourquoi la musique ?, s’est prolongée dans Le temps du monde, où il s’est agi de définir une troisième voie proprement philosophique, qui prenne le temps lui-même au sérieux, entre la physique (le temps de l’univers), et la phénoménologie (le temps de la conscience). La question « Qu’est-ce que le temps ? » peut ainsi être reprise en dépit de ses apories. A défaut d’une définition, qui serait forcément circulaire, cette question mène à renouveler nombre de problèmes classiques : Le temps doit-il être plutôt conçu comme un ordre de succession (image de la flèche) ou comme un devenir (image du fleuve). Peut-on penser le changement dans permanence ? Quel est le mode d’existence du passé ? Y aurait-il du temps sans mémoire ? Dans une de ses approches, le temps pourrait finalement être envisagé comme « l’ordre nécessaire de l’altération du maintenant ».
La refondation de l’humanisme, entreprise avec Trois utopies contemporaines et Plaidoyer pour l’universel, se prolonge dans La vie a-t-elle une valeur ? Au-delà de la critique de l’usage systématique de la notion de « vivant » par certains courants de la pensée écologique, l’ouvrage s’emploie à définir nos obligations par rapport aux animaux de compagnie, aux animaux d’élevage  et à l’ensemble de la biosphère, à partir de celle qui nous lie à tous les êtres humains présents et à venir. Les crises écologiques doivent être tenues pour le facteur aggravant de toutes les injustices. L’ouvrage se conclut en suggérant que la montée du « vivant », au détriment de « l’humanité » est l’effet des théories de la domination qui voit l’humanité coupable et le vivant victime.
Il a publié une synthèse de ses positions et de ses travaux philosophiques, avec quelques aperçus biographiques portant notamment sur l’histoire tragique de sa famille, sous la forme d’une dizaine d’Entretiens avec André Comte-Sponville, sous le titre Le Monde à la première personne, Fayard, 2021.

## Publications

### Philosophie
- Dire le monde  (ré-édition de PUF 1997, et de PUF coll. « Quadrige, Essais débats » 2004); augmentée de six études (Luiz Henrique Lopes dos Santos, Carlos Ulises Moulines, Jim Gabaret, Élise Marrou, Étienne Bimbenet, Bernard Sève) et de six réponses par Francis Wolff), Hachette, coll. « Pluriel », 2020, 3e éd., 596 p. (ISBN 978-2-1305-4463-0, lire en ligne).
- Francis Wolff (dir.), Philosophes en liberté : Positions & arguments 1, Ellipses, 2001, 112 p. (ISBN 978-2-7298-0655-2).
- Francis Wolff et Henri-Jérôme Gagey, Le mal nie t-il l'existence de Dieu ?, Paris, Salvator, coll. « Controverses », 2008, 396 p. (ISBN 978-2-7067-0562-5).
- Notre humanité : D'Aristote aux neurosciences, Paris, Fayard, coll. « Histoire de la pensée », 2010, 396 p. (ISBN 978-2-2136-5134-7, lire en ligne), "Pluriel", 2023.
- Francis Wolff (dir.), Revue de métaphysique et de morale : Temps physique et temps métaphysique, PUF, 2011, 144 p. (ISBN 978-2-1305-8741-5), chap. 4.
- Francis Wolff (dir.), Pourquoi y-a t-il quelque chose plutôt que rien ?, Paris, PUF, coll. « MétaphysiqueS », 2013, 2e éd. (1re éd. 2007), 232 p. (ISBN 978-2-1306-2426-4, lire en ligne).
- Pourquoi la musique ?, Paris, Fayard, coll. « Histoire de la pensée », 2015 (réimpr. Hachette coll. Pluriel, 2019, 646 p.), 458 p. (ISBN 978-2-2136-8580-9).
- Il n'y a pas d'amour parfait  (lycéen du livre de philosophie 2018 & Prix Bristol des Lumières 2016), Paris, Fayard, coll. « Histoire de la pensée », 2016, 72 p. (ISBN 978-2-2137-0173-8)[40], "Mille et une nuits", 2023.
- Trois Utopies Contemporaines, Paris/18-Saint-Amand-Montrond, Fayard, coll. « Histoire de la pensée », 2017, 184 p. (ISBN 978-2-2137-0508-8, lire en ligne) Prix des Rencontres d'Uriage.

- Plaidoyer pour l'universel : Fonder l'humanisme, Paris/95-Domont, Fayard, coll. « Histoire de la pensée », 2019, 288 p. (ISBN 978-2-2137-1261-1, lire en ligne)[41], "Pluriel", 2021.
- Le monde à la première personne. : Entretiens avec André Comte-Sponville, Paris/72-La Flèche, Fayard, 2021, 372 p. (ISBN 978-2-21371767-8).
- Le Temps du monde. Une étude de métaphysique descriptive, Fayard, 2023, 268 p.  (ISBN 978-2-213-72575-8)
- La vie a-t-elle une valeur ?, Philo Magazine, coll. « Essais Libres »  (ISBN 9782487699052)

### Histoire de la philosophie
- Logique de l’élément (Clinamen), Paris, PUF, coll. « Croisées », 1980.
- Socrates, o sorriso da razão, São-Paulo, éd. Brasiliense, 1re éd. 1981, 2e éd. 1983.
- Direction de « La Métaphysique d'Aristote », Revue internationale de philosophie, no 201, 1997.
- Socrate, Paris, PUF, 1re éd. 1985, 2e éd. 1987, 3e éd., 1996, 4e éd. 2000.
- Codirection (avec J.-F. Balaudé) de Aristote et la pensée du temps, Presses de l’université Paris-X Nanterre, coll. « Le temps philosophique », 2005.
- Aristote et la politique, Paris, PUF, 1re éd. 1991, 4e éd. 2008.
- Penser avec les anciens  (Réédition de « L’Être, l’homme, le disciple », PUF coll. « Quadrige, Essais débats », 2000), Paris, Hachette, coll. « Pluriel », 2016, 2e éd., 352 p. (ISBN 978-2-8185-0518-2, lire en ligne).

### Sur la corrida
- Codirection (avec P. Cordoba) de « Éthique et esthétique de la corrida », numéro spécial Critique, éd. de Minuit, 723-724, août-septembre 2007.
- 50 raisons de défendre la corrida, éd. Mille et une nuits, coll. « Les petits libres », no 74, Paris, 2010, 103 p.  (ISBN 978-2-7555-0576-4)[42].
- Philosophie de la corrida, éd. Fayard, coll. « Histoire de la pensée », 2007 ; rééd. avec une préface inédite, coll. « Hachette Pluriel », 2011.
- L'Appel de Séville. Discours de philosophie taurine à l'usage de tous, éd. Au Diable Vauvert, 2011.

### Sur la philosophie de Francis Wolff
- « Les amis et les disciples. Mélanges offerts à Francis Wolff », Journal of Ancient Philosophy Supplementary Volume 1, 2019, lire en ligne=https://www.revistas.usp.br/filosofiaantiga/issue/view/10999/1585
- Alain Policar, Le monde selon Francis Wolff. Ontologie, éthique, anthropologie, avec une postface de Francis Wolff « En somme », Paris, Classiques Garnier, 2021.
- Revue Critique, n° 895, décembre 2021, « Francis Wolff, philosophe hybride », avec des contributions de Marc Cerisuelo, Jim Gabaret, Paul Clavier, Tristan Garcia, Francis Wolff, Paris, Editions de Minuit, 2022.
- « Retour sur l’universalisme. Autour du travail de Francis Wolff », Bulletin de la Société française de philosophie, avec des contributions de Anne Baudart, Étienne Bimbenet, Nassim El Kabli, Élise Marrou, Alain Policar, Paris, Vrin, septembre 2023